# QR-разложение
{\displaystyle QR}-разложение матрицы — представление матрицы в виде произведения унитарной (или ортогональной матрицы) и верхнетреугольной матрицы. QR-разложение является основой одного из методов поиска собственных векторов и чисел матрицы — QR-алгоритма.

## Определение
Матрица {\displaystyle A} размера {\displaystyle n\times m}, где {\displaystyle n\geqslant m}, с комплексными элементами может быть представлена в виде
{\displaystyle A=QR,}
где {\displaystyle Q} — матрица размера {\displaystyle n\times m} с ортонормированными столбцами, а {\displaystyle R} — верхнетреугольная матрица размера {\displaystyle m\times m}. При {\displaystyle n=m} матрица {\displaystyle Q} унитарная. Если при этом {\displaystyle A} невырождена, то {\displaystyle QR}-разложение единственно и матрица {\displaystyle R} может быть выбрана так, чтобы её диагональные элементы были положительными вещественными числами. В частном случае, когда матрица {\displaystyle A} состоит из вещественных чисел, матрицы {\displaystyle Q} и {\displaystyle R} также могут быть выбраны вещественными, причём {\displaystyle Q} является ортогональной.
По аналогии, если {\displaystyle A} — матрица размера {\displaystyle n\times m}, где {\displaystyle n\leqslant m}, то она может быть разложена как
{\displaystyle A=LP,}
где матрица {\displaystyle L} порядка {\displaystyle n} — нижнетреугольная, а матрица {\displaystyle P} размера {\displaystyle n\times m} имеет ортонормированные строки.

## Алгоритмы
{\displaystyle QR}-разложение может быть получено различными методами. Проще всего оно может быть вычислено, как побочный продукт в процессе Грама — Шмидта. На практике следует использовать модифицированный алгоритм Грама ― Шмидта, поскольку классический алгоритм обладает плохой численной устойчивостью.
Альтернативные алгоритмы для вычисления {\displaystyle QR}-разложения основаны на отражениях Хаусхолдера и вращениях Гивенса.

## Пример QR-разложения
Рассмотрим матрицу:
{\displaystyle {\mathsf {\mathrm {A} }}=} {\displaystyle {\begin{pmatrix}1&2&4\\3&3&2\\4&1&3\end{pmatrix}}}
Через {\displaystyle a_{1},a_{2},a_{3}} обозначим векторы-столбцы заданной матрицы {\displaystyle {\mathsf {\mathrm {A} }}.} Получаем следующий набор векторов:
{\displaystyle a_{1}={\begin{pmatrix}1\\3\\4\end{pmatrix}},} {\displaystyle a_{2}={\begin{pmatrix}2\\3\\1\end{pmatrix}},} {\displaystyle a_{3}={\begin{pmatrix}4\\2\\3\end{pmatrix}}}
Далее, применяем алгоритм ортогонализации Грама — Шмидта и нормируем полученные вектора, получаем следующий набор:
{\displaystyle e_{1}={\begin{pmatrix}{\frac {\sqrt {26}}{26}}\\{\frac {3{\sqrt {26}}}{26}}\\{\frac {4{\sqrt {26}}}{26}}\end{pmatrix}},} {\displaystyle e_{2}={\begin{pmatrix}{\frac {37{\sqrt {3614}}}{3614}}\\{\frac {33{\sqrt {3614}}}{3614}}\\-{\frac {34{\sqrt {3614}}}{3614}}\end{pmatrix}},} {\displaystyle e_{3}={\begin{pmatrix}{\frac {9{\sqrt {139}}}{139}}\\-{\frac {7{\sqrt {139}}}{139}}\\{\frac {3{\sqrt {139}}}{139}}\end{pmatrix}}}
Из полученных векторов {\displaystyle e_{1},e_{2},e_{3}} составляем по столбцам матрицу Q из разложения:
{\displaystyle Q={\begin{pmatrix}{\frac {\sqrt {26}}{26}}&{\frac {37{\sqrt {3614}}}{3614}}&{\frac {9{\sqrt {139}}}{139}}\\{\frac {3{\sqrt {26}}}{26}}&{\frac {33{\sqrt {3614}}}{3614}}&-{\frac {7{\sqrt {139}}}{139}}\\{\frac {4{\sqrt {26}}}{26}}&-{\frac {34{\sqrt {3614}}}{3614}}&{\frac {3{\sqrt {139}}}{139}}\end{pmatrix}}.} Полученная матрица является ортогональной, это означает, что {\displaystyle Q^{-1}=Q^{T}.}
Найдем матрицу {\displaystyle R} из выражения {\displaystyle R=Q^{-1}A=Q^{T}A}:
{\displaystyle R={\begin{pmatrix}{\sqrt {26}}&3{\sqrt {\frac {2}{13}}}+{\frac {9}{\sqrt {26}}}&11{\sqrt {\frac {2}{13}}}\\0&20{\sqrt {\frac {2}{1807}}}+{\frac {99}{\sqrt {3614}}}&56{\sqrt {\frac {2}{1807}}}\\0&0&{\frac {31}{\sqrt {139}}}\end{pmatrix}}} — искомая верхнетреугольная матрица.
Получили разложение {\displaystyle A=QR}.